# (1081) Reseda
Pour les articles homonymes, voir Reseda (homonymie).
(1081) Reseda est un astéroïde de la ceinture principale découvert le 31 août 1927 par l'astronome allemand Karl Reinmuth à l'Observatoire du Königstuhl près de Heidelberg. Sa désignation provisoire était 1927 QF. Il tire son nom du Réséda, une plante herbacée, appartenant à la famille des Résédacées.